# Debenham Thouard Zadelhoff

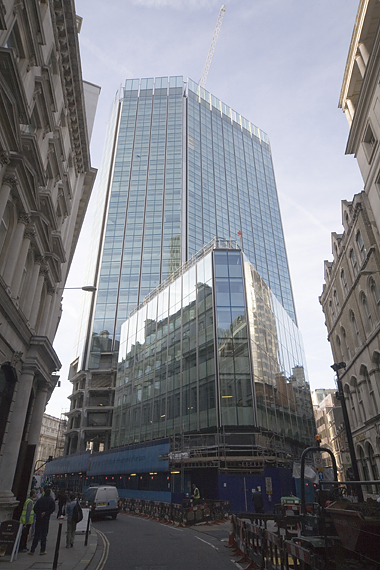
DTZ-Zentrale in der Londoner Old Broad Street

Debenham Thouard Zadelhoff (DTZ) ist ein gewerbliches Immobilienberatungsunternehmen mit Sitz in London. DTZ beschäftigt etwa 10.000 Mitarbeiter in 148 Städten und 43 Ländern in Europa, dem Nahen Osten, Afrika, Asien und Nordamerika. Die Muttergesellschaft, DTZ Holdings plc., ist seit 1987 an der Londoner Börse notiert. In Deutschland ist das Unternehmen mit seiner hundertprozentigen Tochter, der „DTZ Deutschland Holding GmbH“ vertreten und deren operativer Einheit, der „DTZ Zadelhoff Tie Leung GmbH“.

## Geschichte
DTZ hat seine Ursprünge im Jahr 1784 in der Gründung von Cheshire Gibson im englischen Birmingham. Ein weiteres Vorgängerunternehmen, Debenham and Tewson, wurde 1853 in London gegründet. Durch den Zusammenschluss der beiden Unternehmen im Jahr 1913 entstand Debenham, Tewson & Chinnocks. 1987 erfolgte der Börsengang an der London Stock Exchange. Die Marke DTZ entstand nach dem Joint Venture mit Jean Thouard (Frankreich) und der Zadelhoff Gruppe (Deutschland und Niederlande). Es folgte 1999 die Verschmelzung mit Bernard Thorpe aus dem Vereinigten Königreich. Im gleichen Jahr kam es zu einem Austausch von Gesellschaftsanteilen mit dem asiatischen Partner CY Leung & Co and Edmund Tie & Co. Seitdem hat DTZ weitere Unternehmen, wie etwa Donaldsons LLP oder J.J. Barnicke Ltd. übernommen. In Deutschland firmiert die DTZ Gruppe unter DTZ Deutschland Holding GmbH und deren Tochtergesellschaft DTZ Zadelhoff Tie Leung GmbH. Im Dezember 2011 wurde der DTZ-Konzern für 77,5 Mio. GBP an die australische UGL-Gruppe verkauft. Zuvor wurde für das Unternehmen Insolvenz angemeldet.
Am 1. September 2015 fusionierten Cushman & Wakefield und Debenham Thouard Zadelhoff (DTZ). Das gemeinsame Unternehmen firmiert nun unter der Marke Cushman & Wakefield und ist mehrheitlich im Besitz einer Investorengruppe, die von TPG Capital, PAG Asia Capital und Ontario Teachers’ Pension Plan geführt wird.

## Dienstleistungen
Das Unternehmen ist als gewerblicher Immobilienberater tätig und bietet seine Dienstleistungen in den folgenden Bereichen an: Capital Markets (Investment und Asset Management, Vermarktung von Immobilien und Immobilienportfolios), Bewertung von Immobilien und Immobilienportfolios, Vermittlung von Immobilien (Beratung von Mietern und Vermietern), Immobilienverwaltung (inklusive Shopping Center Verwaltung), Projektmanagement und Bauberatung, Research und Marktanalysen.